# Menexenos (Socrates)
Menexenos (Grieks: Μενέξενος) was een van de drie zonen van Socrates en Xanthippe, zijn ongunstig bekendstaande, vrij assertieve vrouw. Zijn twee broers waren Lamprocles en Sophroniscos. Menexenos moet niet worden verward met het personage met dezelfde naam dat optreedt in Plato's dialogen Menexenus en Lysis. Socrates' zonen Menexenos en Sophroniscos waren nog kinderen op het moment dat hun vader in 399 v.Chr. in het beroemde proces ter dood werd veroordeeld. Een van hen was zelfs nog zo klein dat zijn moeder hem in haar armen kon houden. Aangezien er een oude Griekse traditie bestond om de oudste zoons naar hun grootvader te noemen, was Menexenos waarschijnlijk de jongste van de drie. Volgens Aristoteles waren Socrates' "nakomelingen in zijn algemeenheid onopvallend"; hij beschreef ze als "dom en saai".

## Voetnoten
1. ↑  Plato, Apologie 34d, Phaedo 116b.
2. ↑  Plato, Phaedo, 60a.
3. ↑  Aristoteles, Retorica, 2.15.3 (1390b30-32).